# Joseph Johlson
Joseph Johlson (hebräisch יוסף יאהלזאן, auch Asher ben Joseph von Fulda (אשר בן יוסף פולדא), Pseudonym Bar Amithai) (geboren 12. November 1777 in Fulda; gestorben am 13. Juni 1851 in Frankfurt am Main) war ein deutscher Reformpädagoge und jüdischer Theologe.

## Leben
Joseph Johlson (Joëlsohn) war Sohn des Rabbinatsverwesers (-verwalters) Joseph Joel. Sein Vater nahm später den Namen Wiesbaden an. Joseph Johlson zog nach Frankfurt am Main, um sich dort an einer Talmudschule und autodidaktisch fortzubilden, und arbeitete als Privatlehrer.
Joseph Johlson war Philologe, Theologe und von der jüdischen Aufklärung (Haskala) geprägter Reformpädagoge und Übersetzer. 1808/09 bis 1813 wirkte er als Lehrer für Rechen-, Schreib- und lateinischen Unterricht am Collège de Creuznach. Er verfasste 1812 einen ersten Entwurf seines katechetischen Lehrbuches Unterricht in der Mosaischen Religion. Die Veröffentlichung scheiterte 1813 am Widerstand des Israelitischen Zentralkonsistoriums (Consistoire central israélite), dem der Entwurf vom Pariser Kultusminister vorgelegt worden war. Johlson wollte zusammen mit dem Lehrbuch eine jüdische „Confirmation“ für 14-Jährige einführen.
Noch unter der Regentschaft von Großherzog Karl Theodor von Dalberg erhielt Johlson einen Ruf als Lehrer und Konsistorialrat nach Frankfurt am Main. 1813 bis 1830 war er Religionslehrer an der Bürger- und Realschule der Israelitischen Gemeinde, dem Philanthropin, im Kompostellhof in Frankfurt am Main. Michael Creizenach war dort seit 1825 sein Kollege. 1814 verfasste Johlson eine Denkschrift an den Schulrat der Israelitischen Gemeinde Frankfurts zur Reform des Religionsunterrichtes. Gegenüber dem Schulleiter Oberlehrer Michael Hess, der den jüdischen Religionsunterricht radikal im Sinne der Vermittlung von Humanismus, Sittenlehre und Moralerziehung umgestalten wollte, forderte er eine stärkere Orientierung an der jüdischen Tradition.
Am 27. Juni 1819 überreichte Johlson „zur hohen Einsicht“ die zweite Auflage seines Religionsbuches Unterricht in der mosaischen Religion an die Deutsche Bundesversammlung, in der Hoffnung, „die bürgerliche Besserung der Bekenner des jüdischen Glaubens in Deutschland … bewirken“ zu helfen. 1822 wurde Johlson ordentliches Mitglied im „Verein für Cultur und Wissenschaft der Juden“.
Johlson predigte auf Deutsch und hielt zusammen mit Oberlehrer Hess regelmäßig deutsch-israelitische Andachtsstunden ab, zunächst sonntags am Beginn der Unterrichtswoche, dann seit 1814/15 am Sabbat. Die Andachtsstunden gewannen zunehmend einen gottesdienstlichen Charakter, traten in Konkurrenz zum synagogalen Gottesdienst und wurden auch von Christen besucht. 1828 wurde neben dem Philanthropin eine „Andachtshalle“ mit Empore errichtet.

Die Beschneidung betrachtete Johlson nicht mehr als konstitutiv für die Zugehörigkeit zum Judentum. 1828 führte er erstmals am Philanthropin eine Konfirmation für Jungen und Mädchen durch, nachdem bereits 1825 Jakob Weil (1792–1864) in seiner Privatschule (Weil'sches Knabeninstitut) eine entsprechende öffentliche Feier durchgeführt hatte. Die jüdischen Feste Pessach und Schawuot bezeichnete Johlson mit den Begriffen Ostern und Pfingsten. Neben Lehrbüchern für den Schulunterricht gab er ein rationalistisches Lehr- und Gesangbuch heraus. Das Gesangbuch enthält – ohne Namensnennung – auch bearbeitete Lieder von Christian Fürchtegott Gellert, Friedrich Adolf Krummacher und anderen christlichen Liederdichtern. Im Erstdruck war an einer Stelle vergessen worden, „Jesus“ und „Heiland“ der Vorlagen durch „Herr“ oder „Gott“ zu ersetzen. Manche Vertreter des Reformjudentums sahen seine Tätigkeit kritisch: 

„Josef Johlson … war ein gelehrter Mann, freilich kein guter Lehrer. Ein Theologe, der den Einspruch des pädagogischen Leiters in sein Gebiet nicht dulden wollte. Er wirkte hauptsächlich als Prediger im Andachtssaale…“

 1830 trat Johlson aus gesundheitlichen Gründen in den Ruhestand. Er war aber bis zu seinem Tod weiter tätig in der 1824 übernommenen Funktion als Religionslehrer der israelitischen Gefangenen im Arbeits- und Verbesserungshaus in der Hammelsgasse 2–4.
1836 beteiligte sich Johlson an der Ankündigung der überkonfessionellen Unparteiischen Universal-Kirchenzeitung für die Geistlichkeit und die gebildete Weltklasse des protestantischen, katholischen und israelitischen Deutschland von Julius Vincenz von Paula Hoeninghaus (1802–1844), die schon im ersten Erscheinungsjahr 1837 verboten wurde.
Johlson ist dem im September 1842 von Theodor Creizenach, Simon Maas (1811–1904), Wolfgang Neukirch, Karl Leopold Goldschmidt (1787–1858) und etwa 20 weiteren Personen gegründeten Verein der „Frankfurter Reformfreunde“ bzw. „Freunde religiöser Reform im Judenthum“ zuzurechnen, der allerdings nach etwa drei Jahren seine Tätigkeit wieder einstellte. Für die „Reformfreunde“ erstellte er 1843 unter dem Pseudonym „Bar Amithai“ ein Gutachten über die Zulässigkeit der Verweigerung der Beschneidung. Die Beschneidung wollte er durch ein Ritual der Heiligung am achten Tag (קדושה ליום השמיני – qedûshâ le-jôm hash-shemînî) gleichermaßen für Jungen und Mädchen ersetzen. 1845 äußerte er sich kritisch zu Öffnungen jüdischer Geschäfte am Sabbat und forderte, Lehrlingen den Gottesdienstbesuch zu ermöglichen.
Johlsons Briefwechsel mit Ludwig Karl von Kuder, Jakob Weil, Heinrich Eberhard Gottlob Paulus, Leopold Zunz, Justin von Linde oder Lorenz Diefenbach ist teilweise erhalten.
Johlson war nach Moses Mendelssohn einer der ersten jüdischen Gelehrten in der Tradition der aufgeklärten „Biuristen“ (zu ביאור Kommentar), der Propheten und Geschichtsbücher der hebräischen Bibel im 19. Jahrhundert wortgetreu wieder neu in die deutsche Sprache übersetzte. Eine handschriftliche deutsche Übersetzung der Sprüche Salomo hatte 1787 bereits sein Vater Joseph Joel angefertigt. An Johlsons deutschem Bibelwerk beteiligte sich u. a. auch der Religionslehrer Jesaja Hochstädter aus Pforzheim. Die Prinzipien der Übersetzung ähneln denen von Buber-Rosenzweig, ob ein unmittelbarer Einfluss vorliegt, ist strittig.
Joseph Johlson war seit 1810 verheiratet mit Hannchen Johlson, geborene Maas (1787–1863), aus Offenbach. Er wohnte in Frankfurt zunächst im Haus M 10 (Badischer Hof an der Mehlwaage) an der Ecke Garküchenplatz 1 / Große Fischergasse 2, seit 1826 in der Brückhofstraße 2 (alte Bezeichnung: A XXXIIa bzw. A 32a). Das um 1800 erbaute, aufwändig dekorierte Doppelhaus Brückhofstraße 2–4 war im Besitz der Familie Gundersheim, die im Schulrat des Philanthropins vertreten war.
Grabsteine für Joseph und Hannchen Johlson befinden sich auf dem Alten jüdischen Friedhof Rat-Beil-Straße in Frankfurt.

## Werke
Bei mehreren Auflagen eines Werkes sind unterschiedliche Titelformulierungen nur bei der jeweils ersten Änderung vermerkt. Die Umschrift der hebräischen Wörter erscheint nicht auf den Originaltiteln.
- אלומי יוסף – ʾAlûmê Yôsef, Bd. I. Unterricht in der Mosaischen Religion für die Israelitische Jugend beiderlei Geschlechts. Nebst einem Anhange von den Ceremonialgesetzen und Gebräuchen, Bd. II. Deutsches Gesangbuch für Israeliten zur Beförderung öffentlicher und häuslicher Andacht. Wolf Heidenheim / Johann Christian Jäger, Frankfurt am Main 1814/16 (Bd. I: Digitalisat und Bd. II Digitalisat der Freimann-Sammlung der Universitätsbibliothek Frankfurt am Main)
  - (2. Aufl.) Bd. I Unterricht in der Mosaischen Religion und Bd. II. Deutsches Gesangbuch für Israeliten zum Gebrauch bei Andachtsübungen und beym Religionsunterrichte, 2. Aufl. Gebrüder Wilmans, Frankfurt am Main 1819 (Bd. I: Digitalisat der Freimann-Sammlung der Universitätsbibliothek Frankfurt am Main) = (Nachdruck von Bd. I.) Anton Schmid, Wien 1824 (Digitalisat der HathiTrust’s digital library)
  - (3. Aufl.) Bd. I. שרשי הדת – Shorshê had-dat. Unterricht in der Mosaischen Religion für die Israelitische Jugend beiderlei Geschlechts, Bd. I Die Lehren der Mosaischen Religion. Nebst Anhang, Ceremonialgesetze und Gebräuche, Schulgebete und des Maimonides Abhandlung von den Sitten enthaltend; Bd. II Lieder religiös-moralischen Inhalts. שירי ישורון – Shîrê yeshûrûn. Israelitisches Gesangbuch zur Andacht und zum Religionsunterricht, 3. Aufl. Andreä, Frankfurt am Main 1829 (Bd. I Google-Books; Bd. II: Google-Books)
  - (4. Aufl.) Lieder und Gesänge für israelitische Schulen. שירי ישורון. Israelitisches Gesangbuch zur Andacht und zum Religionsunterricht, 4. Aufl. Andreä, Frankfurt am Main 1839/40 (Bd. I: Google.Books), (Bd. II: Digitalisat der Freimann-Sammlung der Universitätsbibliothek Frankfurt am Main)
  - (englische Übersetzung von Bd. I.) Isaac Leeser (Übers.): Instruction in the Mosaic Religion. A. Waldie, Philadelphia 1839 (Digitalisat im Internet Archive)
  - (niederländische Übersetzung von Bd. II.) Seligman Susan (Übers.): Godsdienstig Huisboek voor Israeliten, vrij bewerkt naar het Hoogduitsch. D.J. Haspels, Nijmegen 1839.
- Jakob Weil / Joseph Johlson: Zwei Anreden an die Schüler der Bürgerschule der israelitischen Gemeinden zu Frankfurt a. M., in den bestimmten Andachtstunden. In: Sulamith 4.2 (1815), S. 114–131, bes. S. 120–131 (PDF; 6,38 MB der Freimann-Sammlung der Universitätsbibliothek Frankfurt am Main)
- Rede über die Hauptpflichten der Jugend. In: Michael Hess / Joseph Johlson / Jakob Weil / Nathan Zirndorfer:[A 7] Vier Reden gehalten in der Andachtstunde der israelitischen Bürger- und Realschule von einigen Lehrern dieser Anstalt, nebst einigen Worten über Religion. Johann Friedrich Gerhard d. Ä., o. O. [Frankfurt am Main] 1816
- תולדות אבות – Tôldôd ʾavôt. Kurzgefasste Biblische Geschichte in der Ursprache der heiligen Schrift. Gebrüder Wilman, Frankfurt am Mains 1820 (Google-Books)
  - (2. Aufl.) אלומי יוסף, Bd. III. Hebräisches Lesebuch. Erste Abtheilung. תולדות אבות. Chronologisch geordnete Biblische Geschichte in der Ursprache der heiligen Schrift. Nebst Biblischen Denk und Sittensprüchen und sieben Psalmen mit dem Commentar des R. David Kimhi, 2. Aufl. Andreä, Frankfurt am Main 1837
- ספרי תרי עשר – Sifrê terê ʿāśar (Die Bücher der Zwölf), מפורשים בפירושי גדולי המפרשים ה״ה רש״י ואבן עזרא ומכלל יופי (erklärt, mit ausführlicher Auslegung der Erklärer Raschi, Ibn Esra sowie der Miklal yôfî[A 8]) ומתורגמים אשכנזית (und mit deutscher Übersetzung [in hebräischen Buchstaben]), Karlsruhe: Wolf Heidenheim / Großherzoglich Badische Privilegierte Hebräische Buchdruckerei 1827
- ספר ירמיהו – Sefer Yirmeyāhû (Jeremiabuch). Wolf Heidenheim / Großherzoglich Badische Privilegierte Hebräische Buchdruckerei, Karlsruhe 1829 (Google-Books)
- ספר יחזקאל – Sefer Yechezqeʾel (Hezekielbuch). Wolf Heidenheim / Großherzoglich Badische Privilegierte Hebräische Buchdruckerei, Karlsruhe 1830
- Gebete und Psalmen für Israeliten, zum Gebrauche bei der oeffentlichen Andacht. Johann David Sauerländer, Frankfurt am Main 1830
- תורה נביאים וכתובים – Tôrâ nevî'îm û-ketûvîm. Die Heiligen Schriften der Israeliten. Nach dem masoretischen Text neu übersetzt, Bd. I Die fünf Bücher Mose, Bd. II Die Bücher Josua, Richter, Samuels und der Könige. Andreä, Frankfurt am Main 1831/36 (Bd. I: Google-Books)
  - (Nachdruck von Bd. I), hrsg. von Raphael Jacob Fürstenthal:[A 9] אור לישראל – ʾÔr leYiśrāʾēl. Pentateuchus. Cum Comment. Sal. Jarchi[A 10] et Targum Onkelos, Haphtaroth et V. Megilloth (in 5 Teilbänden), Krotoschin: Bär Lob Monasch[A 11][30] 1836ff.
  - (Nachdruck von Bd. I, 4. verb. Aufl.) אור לישראל – ʾÔr leYiśrāʾēl. Pentateuch, das sind die fünf Bücher Mose’s, nach dem masoretischen Text, Übersetzung und Scholien von Johlsohn, Krotoschin: Bär Lob Monasch 1856
- ספר איוב – Sefer ʾIyôv (Buch Hiob), מתורגם אשכנזית מחדש עם פירושי רש״י ואבן עזרא ומכלל יופי, מוגה בתכלית הדיוק ע״פ מנחת שי, Karlsruhe: Wolf Heidenheim / Großherzoglich Badische Privilegierte Hebräische Buchdruckerei 1835
- ספר דברי הימים – Sefer divrê hay-yamîm (Chronikbücher), Karlsruhe: Wolf Heidenheim / Großherzoglich Badische Privilegierte Hebräische Buchdruckerei 1836
- ספר מנחה חדשה – Sefer minchâ chadashâ (Festgebete), Karlsruhe: Wolf Heidenheim / Großherzoglich Badische Privilegierte Hebräische Buchdruckerei 1837
- אלומי יוסף, Bd. III. Hebräisches Lesebuch. Zweite Abtheilung. יסודי הלשון – Yessôdê hal-lashôn. Hebräische Sprachlehre für Schulen, als 2. Abth. der neuen Aufl. des hebräischen Lesebuchs, Frankfurt am Main: Andreä 1838 (Google-Books)
- ערך מלים – ʿErek millîm. Biblisch-Hebräisches Wörterbuch mit Angabe der entsprechenden Synonyme, Frankfurt am Main: Andreä 1840 (Google-Books), (Google-Books)
- Notiz. In: Israelitische Annalen 3 (1841), S. 309 (Google-Books)
- Ueber die Beschneidung in Historischer und Dogmatischer Hinsicht. Ein Wort zu seiner Zeit. Den Denkenden in Israel zur Prüfung vorgelegt. Johann Christian Hermann, Frankfurt am Main 1843 (Digitalisat der Freimann-Sammlung der Universitätsbibliothek Frankfurt am Main)
- Zur Beherzigung der israel. Herren Kaufleute. In: Frankfurter gemeinnützige Chronik 5 (1845), S. 82f = Allgemeine Zeitung des Judenthums 9 (1845), S. 382 (Google-Books)[21]